# Lamač (Bratislava)

Městská část v rámci Bratislavy

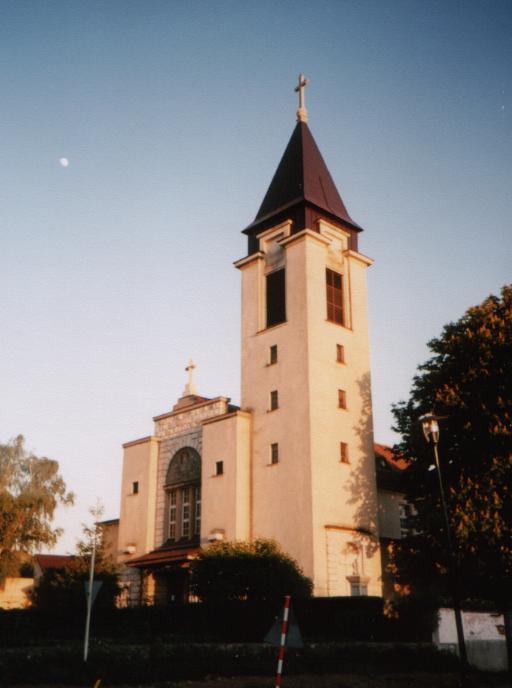
Kostel sv. Margity

Lamač (německy Blumenau či Lamatsch, maďarsky Lamacs či Lamács) je městská část hlavního města Slovenské republiky Bratislavy v okrese Bratislava IV. Její součástí jsou místní části Podháj a Rázsochy.
Zdejší dominantou je římskokatolický kostel svaté Margity, nachází se zde i Kaplička Svaté Rozálie ze 17. století. Kostel svaté Margity byl postaven v letech 1947-1951.
Lamač je městská část s velmi bohatou historií. Původní obec byla založena v 16. století chorvatskými kolonisty. V minulosti byl znám jako vinařská oblast a jako zemědělská a ovocnářská zásobárna pro bratislavské trhy.
Součástí slovenského hlavního města je od roku 1946. Významnou zdejší památkou je pomník ukončení prusko-rakouské války, také památník padlých Lamačanů v době první světové války.

## Ulice a náměstí
Historické jádro původní obce tvoří Vrančovičova ulice. Čtvrtě rodinných domů se nacházejí jižně od původní zástavby a v lokalitě Segnáre a Podháj. Sídlištní výstavba byla soustředěna severně v ulicích Studenohorská, Bakošova, Heyrovského a Na Barine. Centrum Lamače je Malokarpatské náměstí, kde sa nachází většina zdejší občanské vybavenosti a konají se zde i nejrůznější kulturní a společenské podniky.
Každoročně se zde konají Hrubé hody (nějakou dobu známé jako Rozálske hody), termín jejich konání je na svátek sv. Rozálie na počátku září.

## Sport a turistika
Sportovní zařízení:
- Koupaliště Lamač, Pod násypom
- Fotbalové hřiště FK Lamač, Na barine

Lamač je východištěm pěších a cykloturistických tras do Malých Karpat.

## Doprava
Železniční doprava je reprezentována tratí 110 Bratislava – Kúty – Břeclav ČD se stanicí Bratislava-Lamač.
Ze silniční dopravy je nejvýznamnější dálnice D2 s křižovatkami Lamač a Polianky a státní silnice I/2.
Spojení veřejnou dopravou s ostatními městskými částmi zabezpečují linky MHD 23, 30, 37, 63, 92 a noční linka N37. MHD je zabezpečována Dopravním podnikem Bratislava. Na území Lamače se nacházejí i dvě zastávky příměstské autobusové dopravy provozované společností Slovak Lines.

## Galerie

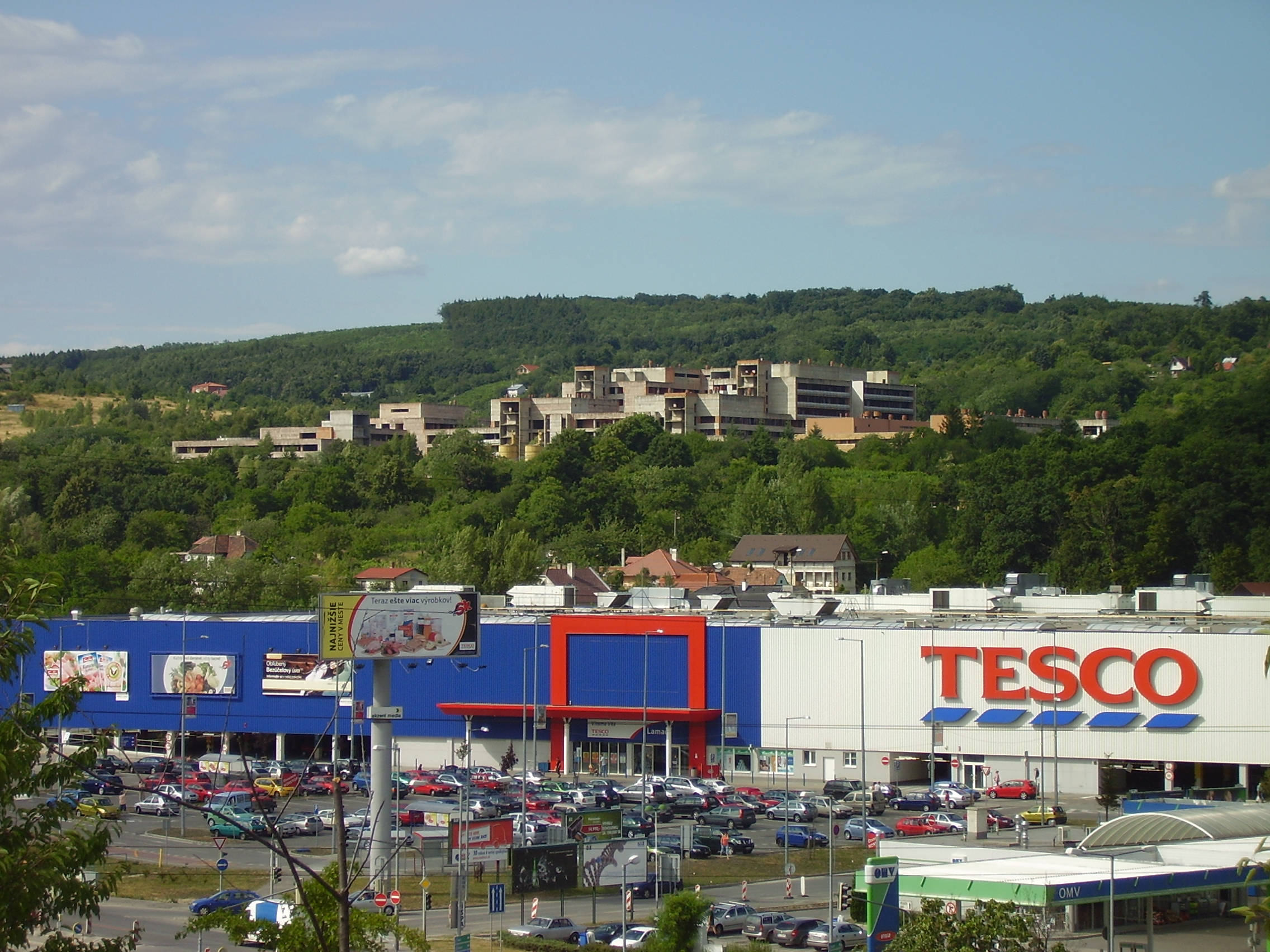
Tesco Lamač
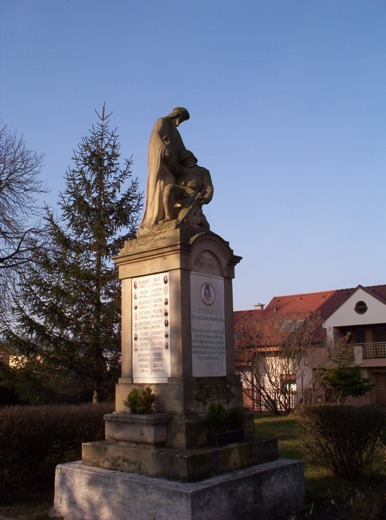
Pomník padlým za první světové války